# Goga Bitadze
Goga Bitadze (gruz. გოგა ბითაძე; ur. 20 lipca 1999 w Sagaredżo) – gruziński koszykarz, występujący na pozycji środkowego, reprezentant kraju, obecnie zawodnik Orlando Magic.
9 lutego 2023 został zwolniony przez Pacers. 13 lutego 2023 zawarł umowę z Orlando Magic.

## Osiągnięcia
Stan na 15 lutego 2023, na podstawie, o ile nie zaznaczono inaczej.

### Drużynowe
- Mistrz Gruzji (2019)
- Wicemistrz:
  - ligi adriatyckiej (2019)
  - juniorów ligi serbskiej (2017, 2018)
- Zdobywca pucharu Czarnogóry (2019)
- Mistrz ligi adriatyckiej juniorów (2018)

### Indywidualne
- MVP:
  - ligi:
    - adriatyckiej:
      - 2019
      - juniorów (2018)

    - serbskiej (2019)

  - miesiąca ligi adriatyckiej (październik 2018)
  - kolejki ligi adriatyckiej (21 – 2018/2019)
- Wschodząca Gwiazda Euroligi (2019)
- Najlepszy Prospekt Ligi Adriatyckiej (2019)
- Zaliczony do I składu:
  - ligi adriatyckiej:
    - 2019
    - juniorów (2018)

  - turnieju NIJT (2017)
- Lider w blokach ligi adriatyckiej (2019)
- Uczestnik Adidas Eurocamp (2017)

### Reprezentacja
Seniorów
- Uczestnik kwalifikacji do mistrzostw świata (2017 – 17. miejsce)

Młodzieżowe
- Uczestnik mistrzostw Europy dywizji B:
  - U–20 (2017)
  - U–18 (2016 – 10. miejsce)
  - U–16 (2015 – 5. miejsce)
- Zaliczony do I składu mistrzostw Europy U–16 dywizji B (2015)